# Digitale Transformation
Die digitale Transformation (auch „digitaler Wandel“) bezeichnet einen fortlaufenden, tiefgreifenden Veränderungsprozess in Wirtschaft und Gesellschaft, der durch die Entstehung immer leistungsfähigerer digitaler Techniken und Technologien ausgelöst worden ist. Im engeren Sinne wird als digitale Transformation häufig der Veränderungsprozess innerhalb eines Unternehmens bezeichnet, der durch digitale Technologien oder die darauf beruhenden Kundenerwartungen ausgelöst wird.

## Enabler (Ermöglicher)
Basis der digitalen Transformation sind eine digitale Infrastruktur sowie die – traditionell als Informationstechnik bezeichneten – digitalen Technologien. Zu den wesentlichen Treibern der digitalen Transformation gehören zudem die digitalen Infrastrukturen (Netze, Computer-Hardware) und Anwendungen (Apps auf Smartphones, Webanwendung), sowie die auf den digitalen Technologien basierenden Verwertungspotentiale, zum Beispiel digitale Geschäftsmodelle. Auch die Erwartungshaltung von Individuen – insbesondere vieler jüngerer Mitglieder der Gesellschaft unter anderem den Unternehmen gegenüber – stellt selbst eine starke treibende Kraft der digitalen Transformation dar.

### Technologien
Digitale Technologien sind die Basis für die digitale Transformation. Eine Vielzahl von Fähigkeiten ist notwendig, um digitale Technologien zu erschließen. Schlüsselkompetenzen und -technologien sind unter anderem Software Engineering, Systems Engineering, IT-Sicherheit, Data Analytics, Big Data, Cloud Computing.

#### Infrastrukturen
Eine Vielzahl von Zugangs- und Endgeräten wie Smartphones, Tablets, Desktop-Computer und eine immer größer werdende Zahl von eingebetteten Systemen in Geräten (Maschinen, Fahrzeugen, Gebäuden, …) bilden gemeinsam mit den Netzstrukturen (drahtlos oder drahtgebunden) und den dazugehörigen Protokollen die digitale Infrastruktur. Diese ist die Grundlage für digitale Anwendungen und schafft dadurch die Möglichkeit, Daten zwischen diesen digitalen Anwendungen austauschen und sie vernetzen zu können.
Nach Jeremy Rifkin beinhaltet jede große ökonomische Wende drei Komponenten: neue Kommunikationsmedien, um das Wirtschaftssystem effizienter zu steuern, neue Energiequellen und neue Transportmittel, um die Energie und die Waren effektiver zu transportieren („manage – power – move effectively“, wie durch die Trias Telegraph – Kohle – Eisenbahn im Industriezeitalter). So bilde heute das schnelle Internet eine Grundlage für die Entwicklung digitaler Netze in den Bereichen Industrie, Logistik und E-Mobilität bis hin zum automatisierten Fahren.

#### Anwendungen
Digitale Anwendungen sind Anwendungsprogramme (Anwendungssoftware), die bestimmte Funktionen und Dienste realisieren und anbieten (zum Beispiel Electronic Banking). Diese Funktionen und Dienste waren früher nicht in digitaler Form vorhanden und werden jetzt „digital transformiert“. Auf Basis der stark und immer stärker verbreiteten digitalen Infrastruktur können auch allein mittels der Software leistungsfähige und innovative digitale Anwendungen geschaffen werden (zum Beispiel Apps auf Smartphones). Durch die rein digitale Repräsentation dieser Anwendungen können diese beliebig ohne Qualitätsverlust vervielfältigt und weltweit zugänglich gemacht werden (zum Beispiel als Webanwendungen). Dies ermöglicht eine rasche Verbreitung der digitalen Anwendungen in einem globalen Ausmaß und, abhängig von der Anwendung, ohne nennenswerte Kosten für die Vervielfältigung.
Auch die (digitale) Infrastruktur wird zunehmend zur digitalen Anwendung, d. h., sie wird virtuell. Cloud-Anbieter stellen in Rechenzentren zum Beispiel virtuelle Maschinen (simulierte Computer-Hardware) zur Verfügung (IaaS), die rein digital existieren. So können beispielsweise auf einem physisch vorhandenen Computer (Server) mehrere virtuelle Maschinen (Clients) betrieben werden. Die Verwaltung dieser rein digital vorhandenen Infrastruktur erfolgt wieder über digitale Anwendungen. Solche Aufgaben wurden früher von Administratoren durchgeführt. Heute hingegen werden diese Wartungsarbeiten über digitale Anwendungen gesteuert und somit automatisiert durchgeführt.

### Verwertungspotenziale
Auf Basis der digitalen Technologien entstehen eine Vielzahl von Möglichkeiten, diese zu nutzen. Unter Verwertungspotentialen verstehen wir in der digitalen Transformation Potenziale, wie beispielsweise das Potenzial mit digitalen Geschäftsmodellen erfolgreich zu werden. Diese Potenziale entstehen kurzfristig, können aber auch wieder verschwinden, da sie zum Beispiel durch neue technologische Entwicklungen wieder obsolet werden. Für viele Unternehmen sinkt durch die Digitalisierung die Eintrittsschwelle in den Markt. Dennoch ist es zum Beispiel nur mehr mit einem sehr großen Einsatz von Ressourcen möglich, eine Websuchmaschine zu entwickeln und diese am Markt erfolgreich zu positionieren.

#### Geschäftsmodelle
Geschäftsmodelle beschreiben Aktivitäten, wie Unternehmen Werte schaffen können, also Kundensegmente vermitteln und die geschaffenen Werte wirtschaftlich erfassen können. Digitale Geschäftsmodelle im weitesten Sinn umfassen alle Geschäftsmodelle, deren wertschöpfende Aktivitäten sich auf digitale Technologien stützen. Oliver Gassmann definiert sie etwas enger als „internetbasierte Werteversprechen auf Grundlage intelligenter Wertketten“. Durch den ständigen Fortschritt in den digitalen Technologien und/oder aufgrund der sich ändernden Erwartungen verändern sich auch die möglichen, digitalen Geschäftsmodelle fortlaufend.
Die Analyse börsennotierter Unternehmen zeigt, dass Unternehmen, die auf digitalen Geschäftsmodellen basieren, insbesondere in den USA in den letzten Jahren rasant gewachsen sind und in kurzer Zeit ein Vielfaches der Marktkapitalisierung traditioneller Unternehmen erreichen konnten. Die Analyse junger sowie von Wagniskapitalinvestoren präferierter Unternehmen zeigt, dass in vielen weiteren Sektoren mit dem Aufkommen disruptiver Innovatoren zu rechnen ist. Die Verfügbarkeit von Cloud-Computing beschleunigt den Erfolg neuer digitaler Geschäftsmodelle, da sie eine schnelle Skalierbarkeit unterstützt.

#### Wertschöpfungsnetzwerke
Die Vernetzung von digitalen Anwendungen erlaubt die Kombination von Geschäftsmodellen und Wertschöpfungsketten über die Grenzen von Unternehmen und auch über die Grenzen des Staates hinaus. Es entstehen dadurch neue Netzwerke von Wertschöpfungsketten, die Geschäftsmodelle verknüpfen und so eine Wertschöpfungskette bilden. Deren initiale Ausprägung hat nur bedingt mit den folgenden Gliedern der Kette zu tun (zum Beispiel bei der Buchung einer Komplettreise mit den Anteilen: Flug, Steuern, Hotel, Mietwagen, Provisionen, Kreditkartengebühr usw.). Die Kommunikation zwischen den am Wertschöpfungsnetzwerk angebundenen Organisationen geschieht dabei weitgehend vollautomatisiert, wie zum Beispiel mit kognitiven Systemen.

## Akteure

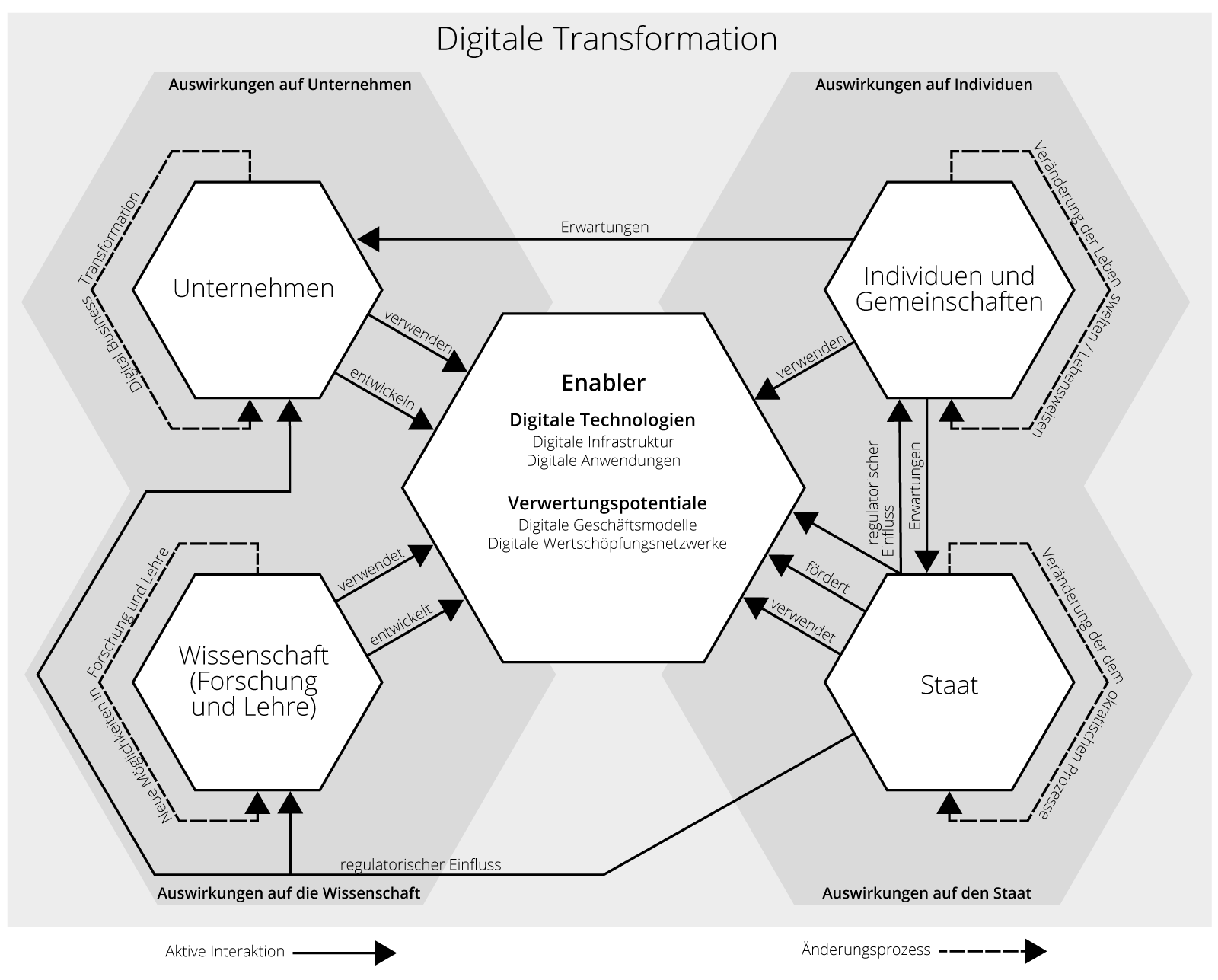
Mitwirkende in der digitalen Transformation

Die digitale Transformation im Unternehmensbereich wird – wie die digitale Revolution als gesamtgesellschaftliches und weltweites Epochenphänomen – von kommerziellen- und Konsumenteninteressen, sowie vom Staatshandeln und von Forschungsergebnissen mitbestimmt.

### Konsumenten und Nutznießer
Digitale Technologien werden auch immer mehr zur Deckung des Bedarfs an täglichen Gütern genutzt. 45 Millionen Menschen in Deutschland kauften 2013 über das Internet ein, 2017 betrug der dabei erzielte Umsatz bereits fast 49 Milliarden Euro und 2023 nutzten 75 % der 16- bis 74-jährigen EU-Bürger Online-Shopping.
Der tägliche Umgang der Menschen mit digitalen Technologien und die dabei von ihnen hinterlassenen Datenspuren machen ihr Verhalten berechenbar. Dies wird von den Anbietern von Kommunikationsportalen zur Refinanzierung ihrer Portale genutzt. Sie werten die gesammelten Daten aus, geben sie weiter und ermöglichen so eine gezieltere Werbung.
Diese große Menge an Daten können aber auch einen Nutzen für einzelne Anwender bieten. Zum Beispiel ermöglicht das Sammeln von Gesundheitsdaten sehr genau angepasste Therapien für kranke Menschen. Die Basis für diese gezielte Anpassung sind Daten einer Vielzahl von Menschen über deren Krankheiten, sowie die Auswertung des jeweilig gemessenen Erfolgs bzw. Misserfolgs von angewendeten Therapien.

### Unternehmen
Für Unternehmen ist die digitale Transformation vielschichtig. So können digitale Verwertungspotentiale, sofern sie richtig genutzt werden, zu schnellem Wachstum führen (zum Beispiel bei Start-ups). Genau so können jedoch durch Nicht-Verstehen dieser digitalen Verwertungspotentiale große Unternehmen in Bedrängnis geraten, wie Kodaks Haltung zur Digitalkamera zeigte. Dieses Phänomen wird als The Innovator’s Dilemma bezeichnet.
Die digitale Transformation hat auch massive Auswirkung auf die Organisationsstruktur von Unternehmen. Die digitalen Technologien sind nicht länger nur mehr ein Werkzeug, um die Geschäftsprozesse zu unterstützen, sondern erzwingen eine Neugestaltung der Organisation. Dies liegt unter anderem daran, dass Kunden inzwischen erwarten, dass sie über verschiedene Kanäle mit einer Organisation in Kontakt treten können. So begegnen die Unternehmer den vielschichtigen Customer Journeys mit Multichannel-Marketing-Strategien: Die Kunden müssen mit zahlreichen Marktstrategien auf ihren „digitalen Ausflügen“ erfasst und für die eigenen Produkte gewonnen werden. Digitale Plattformen eröffnen jedem Produzenten, Händler oder einer Privatperson die Chance, Dienstleistungen im direkten Wettbewerb selbst anzubieten oder auszuschreiben. Allerdings liegt der Digitalisierungsgrad von kleinen und mittleren Unternehmen in Deutschland unter dem von Großunternehmen.
Eine Kernkompetenz in der digitalen Transformation ist Softwareengineering. Sich ständig ändernde Enabler (Ermöglicher) führen dazu, dass sich die Kundenerwartungen fortlaufend verändern. Unternehmen müssen darauf reagieren beziehungsweise proaktiv agieren, um diese neuen Gegebenheiten mitzugestalten. Die Fähigkeit zur Anpassung von Software, um die geänderten Organisationsstrukturen eines Unternehmens zu unterstützen, aber auch die flexible Nutzung von Plattformen und anderen externen Ressourcen wird zur Schlüsselkompetenz eines Unternehmens im digitalen Zeitalter.
Eine weitere digitale Kompetenz liegt in der Steigerung der Effektivität bei komplexen Projekten, Systemen und Produkten mit der durchgängigen, interdisziplinären Anwendung von digitalen Verfahren, die in den Fähigkeiten von Digital Engineering zusammengefasst sind. Dies wird durch intelligente, software-gestützte Engineering-Plattformen ermöglicht.
Die Neugestaltung von Organisationsstrukturen innerhalb eines Unternehmens macht auch eine neue Kultur im Umgang mit Mitarbeitern innerhalb eines Unternehmens nötig.

### Staat
Der Staat habe nach Ansicht der Beratergesellschaft PricewaterhouseCoopers in Deutschland bisher keine primär lenkende Funktion im Veränderungsprozess der digitalen Transformation, sei jedoch dessen Mechanismen und Auswirkungen (zum Beispiel durch die Erwartungen von Bürgern an staatliche und behördliche Abläufe) ausgesetzt. Durch gezielte Förderung und gesetzliche Regulierung gebe es die Möglichkeit, ein Umfeld zu schaffen, das es Unternehmen erlaubt, die Verwertungspotentiale der digitalen Transformation zu nutzen.
Die Bundesregierung veröffentlichte 2014 mit der „Digitalen Agenda“ erstmals ein Papier, das die „Grundsätze der Digitalpolitik“ ressortübergreifend aufgriff. Auch 13 der 16 Landesregierungen haben Digitalisierungsstrategien veröffentlicht. Diese Strategien stellen den Versuch dar, „das komplexe und vieldeutige Phänomen ‚Digitalisierung‘ durch Planung politisch bearbeitbar zu machen“.
Der regulatorische Einfluss über die Schaffung legislativer Rahmenbedingungen betrifft den Einsatz und die Nutzung von digitalen Technologien in diversen Themenfeldern (darunter die digitale Infrastruktur und Netzneutralität), aber auch im Einsatz von Technologien in staatlichen und behördlichen Prozessen selbst (zum Beispiel E-Government).
Die digitale Transformation und deren Einfluss auf die Gesellschaft ist wissenschaftlich noch nicht vollständig durchdrungen. Die Gesellschaft steht vor großen Herausforderungen. Drei Beispiele:
1. die mit der Digitalisierung von Geschäftsprozessen potentiell wegfallenden Arbeitsplätze[25] und die veränderten Anforderungen an die Qualifikationen von Menschen
2. die Bildung von Quasi-Monopolen, beispielsweise im Suchmaschinenmarkt, und die Frage, ob der Schumpetersche Mechanismus der schöpferischen Zerstörung in der Internetwirtschaft überhaupt gilt[4]
3. die Konzentration von Kapital, Know-how und Daten durch immer größer und mächtiger werdende Internetkonzerne auf wenige Länder und Personen

Diese Probleme stellen exemplarische Herausforderungen für den Staat und auch für Staatenverbünde dar.

### Wissenschaft (Forschung und Lehre)
Ein wesentlicher Treiber der digitalen Transformation ist die Wissenschaft; einerseits durch den eigentlichen wissenschaftlichen Erkenntnisfortschritt selbst und andererseits durch Schaffung und Veröffentlichung von unmittelbar verwertbaren Produkten, zum Beispiel in Form von Softwarebibliotheken. Durch die Lehrtätigkeiten der Wissenschaft entsteht zudem ein wichtiger Multiplikator. So werden aktuelle Forschungsergebnisse den Studierenden näher gebracht. Die Studierenden werden in die Lage versetzt, neueste Erkenntnisse in der Praxis (zum Beispiel in Unternehmen) umzusetzen, beziehungsweise selber an Forschungsergebnissen mitzuwirken.
Die Forschung profitiert aber auch direkt von der Entwicklung von digitalen Technologien; so sind zum Beispiel Simulationen im naturwissenschaftlichen Bereich erst durch leistungsstarke digitale Technologien möglich geworden. Simulationen wären ohne diese zwar theoretisch formulierbar gewesen, hätten aber nicht in annehmbarer Zeit zu verwertbaren Ergebnissen geführt. Beispielsweise in der Genomik ist erst durch den Einsatz von leistungsstarken digitalen Technologien eine systematische Sequenzierung und Analyse von DNA-Molekül-Daten möglich.
Studierenden wird es durch digitale Technologien möglich, direkt das Erlernte mit begrenzten Mitteln umzusetzen und in einem weltweiten Ausmaß zu verbreiten (zum Beispiel App-Entwicklung im Rahmen von Praktika an Hochschulen). Dadurch entstehen neue Möglichkeiten für Innovation.
In einem Bericht aus dem Jahr 2015 heißt es, dass „reife digitale Unternehmen sich auf die Integration digitaler Technologien wie Social Media, Mobile, Analytics und Cloud konzentrieren, um die Arbeitsweise ihrer Unternehmen zu verändern.“ Eine Studie ergab, dass bis 2017 weniger als 40 % der Branchen digitalisiert waren, obwohl diese Technologien in Medien, Einzelhandel und Hightech stärker eingesetzt werden.